# Riu Saskatchewan
El riu Saskatchewan (en idioma Cree: kisiskāciwani-sīpiy, "riu que flueix ràpidament") és un dels principals rius del Canadà, un dels grans tributaris del llac Winnipeg, que discorre cap a l'est a través de les províncies de Saskatchewan, a la qual dona nom, i Manitoba. La seva llargada és d'uns 550 km i el seu cabal mitjà a la desembocadura és de 634 metres cúbics per segon. Junt amb els seus afluents North i South Saskatchewan, la seva conca abasta gran part de les regions de les praderies del centre del Canadà, estenent-se cap a l'oest fins a les muntanyes Rocoses, a Alberta, i el nord-oest de Montana, als Estats Units. La llargada arriba a 1.939 quilòmetres des de les seves fonts més allunyades, el riu Bow, un afluent del South Saskatchewan, a Alberta.

## Descripció

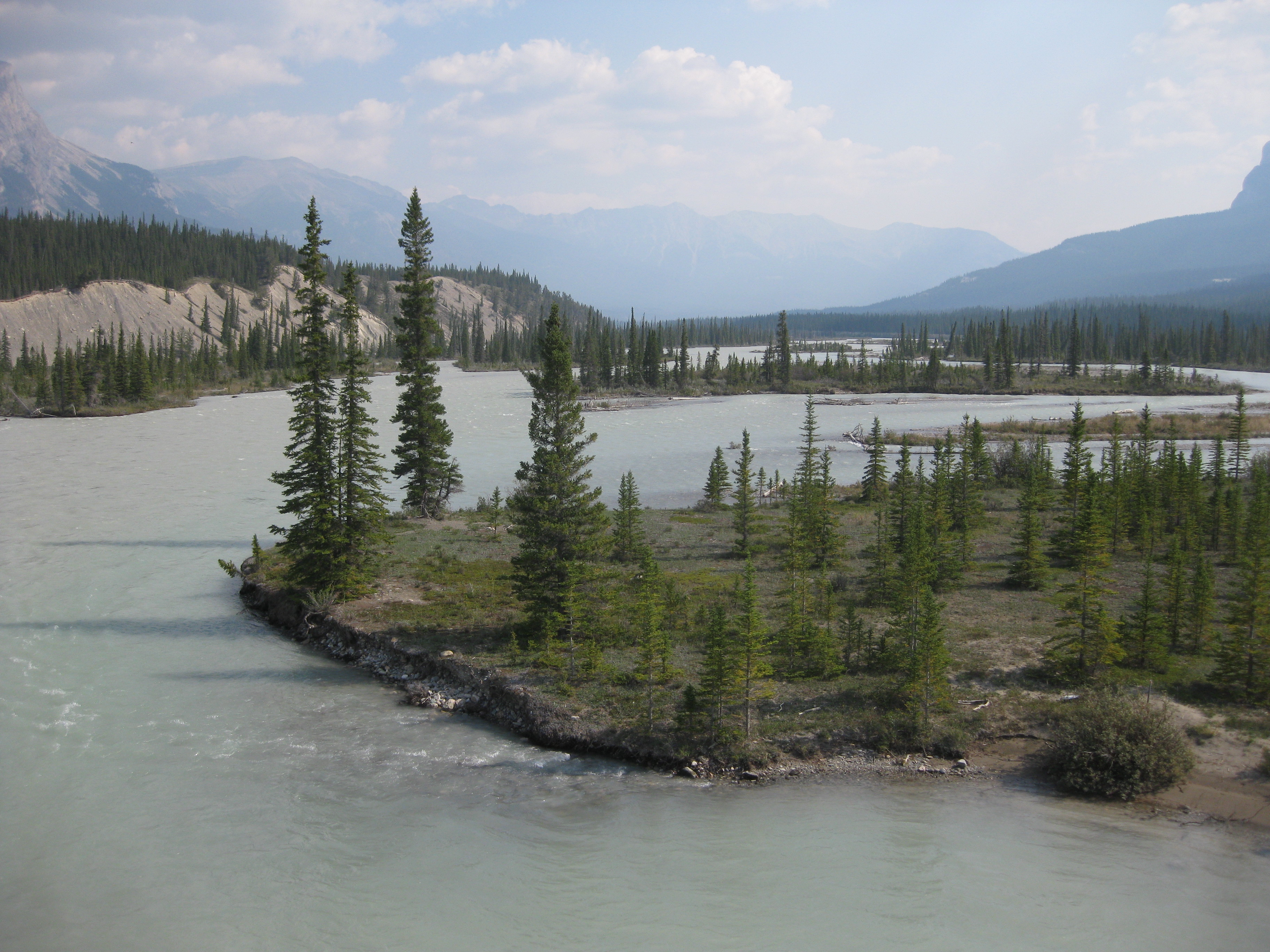
Unió dels rius Saskatchewan, Mistaya i Howse.

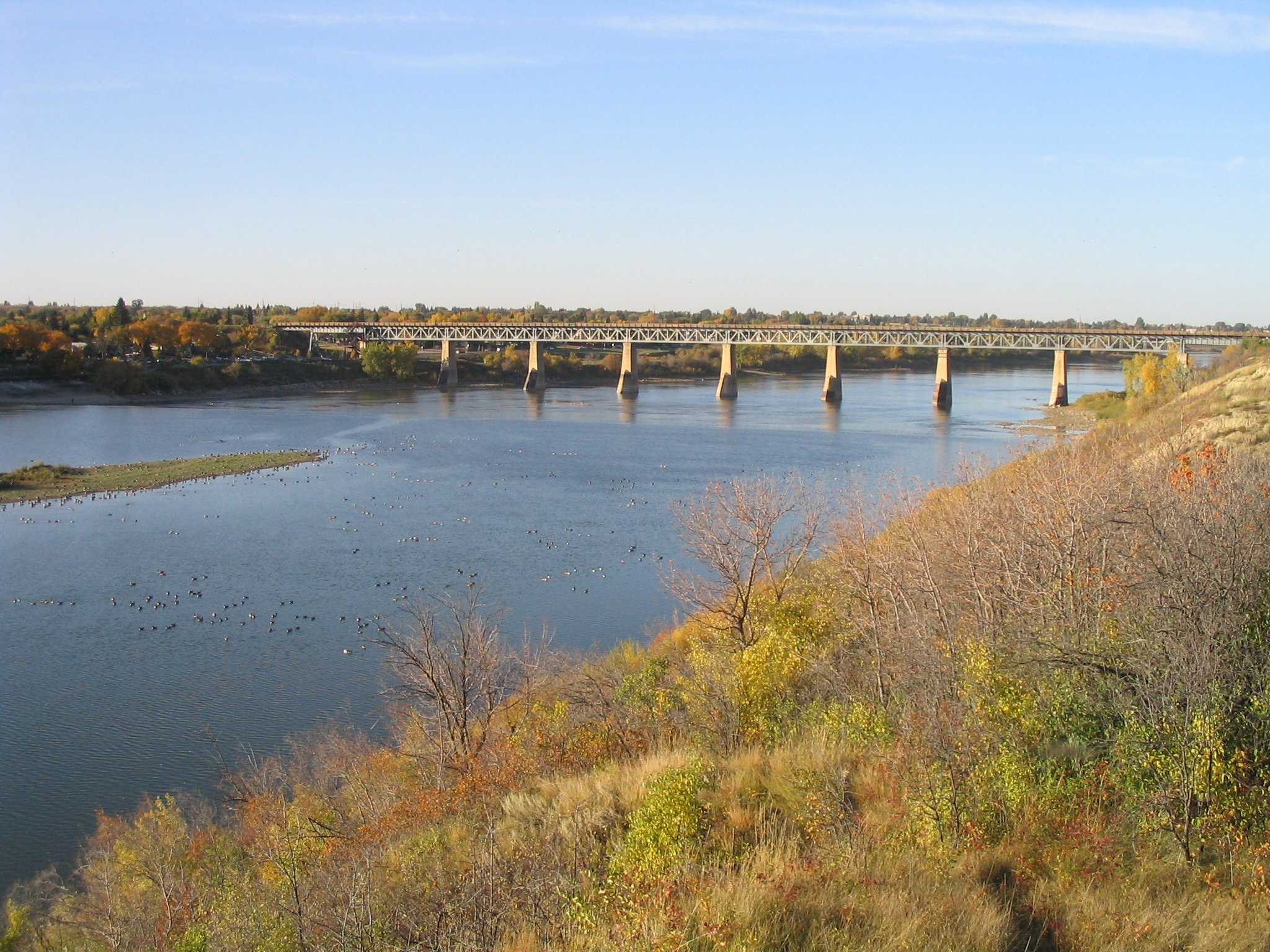
El riu prop de Saskatoon, Saskatchewan.

El riu Saskatchewan es forma a la part central de la província de Saskatchewan, uns 40 kilòmetres a l'est de Prince Albert, per la confluència de les seves dues branques principals, el North Saskatchewan i el South Saskatchewan, en l'indret conegut com a Saskatchewan River Forks. Les fonts d'ambdós rius es troben a les glaceres de les muntanyes Rocoses, a Alberta.
Una vegada units els dos ramals el riu pren direcció est-nord-est cap al llac Codette, format per la presa François Finlay a Nipawin i cap al llac Tobin, un altre embassament format per la presa E.B. Campbell. Tot seguit el riu continua cap al nord-est sobre l'escut canadenc, ja fora de les grans planes, travessant una regió pantanosa. En aquest tram rep dos dels seus principals afluents, el Torch i el Mossy. D'aquí es dirigeix cap a l'est, fent nombrosos meandres pels voltants de petits llacs fins a la zona centre oest de Manitoba, fins The Pas, on se li uneix pel sud-est el riu Carrot. Al sud-est de The Pas, forma diversos ramals en un delta al costat nord-oest del llac Cedar, sortint del llac pel seu extrem sud-est i recorrent uns cinc quilòmetres fins a arribar al llac Winnipeg, entrant-hi per la riba nord de Long Point. A través del riu Nelson aquestes aigües desguassen a la badia de Hudson.

## Història
El riu Saskatchewan i els seus dos afluents principals van ser una important ruta de transport durant els períodes anteriors al contacte, el comerç de pells i els primers assentaments a l'Oest del Canadà. Les Primeres Nacions, que van habitar la regió, en un moment o altre, van ser les tribus atsina, cree, saulteaux, peus negres, assiniboine i sioux.
Henry Kelsey, comerciant de pells britànic, va ser el primer occidental del qual es té constància que va penetrar a la zona durant la dècada de 1690, en una campanya d'exploració amb els cree, al servei de la companyia de la Badia de Hudson. El 1753 Louis de la Corne va establir el lloc comercial més a l'oest de l'imperi francès a Amèrica, just a l'est de Saskatchewan River Forks, a Fort de la Corne. A més, la Companyia de la Badia de Hudson i la Companyia del Nord-oest van tenir nombrosos centres pelleters al riu i els seus dos afluents principals, des de finals del segle xviii fins a finals del segle xix. Les canoes, i les embarcacions del tipus York, van ser el principal mitjà de transport durant aquest període.
Els primers assentaments a Saskatchewan i Alberta generalment es van establir al voltant d'aquests rius, com Fort Edmonton, Fort Battleford, Prince Albert i Cumberland House. A mitjan segle xix alguns assentaments métis van adquirir importància, especialment Southbranch Settlement, Prince Albert i St. Albert.